# Força Aérea de Bangladesh

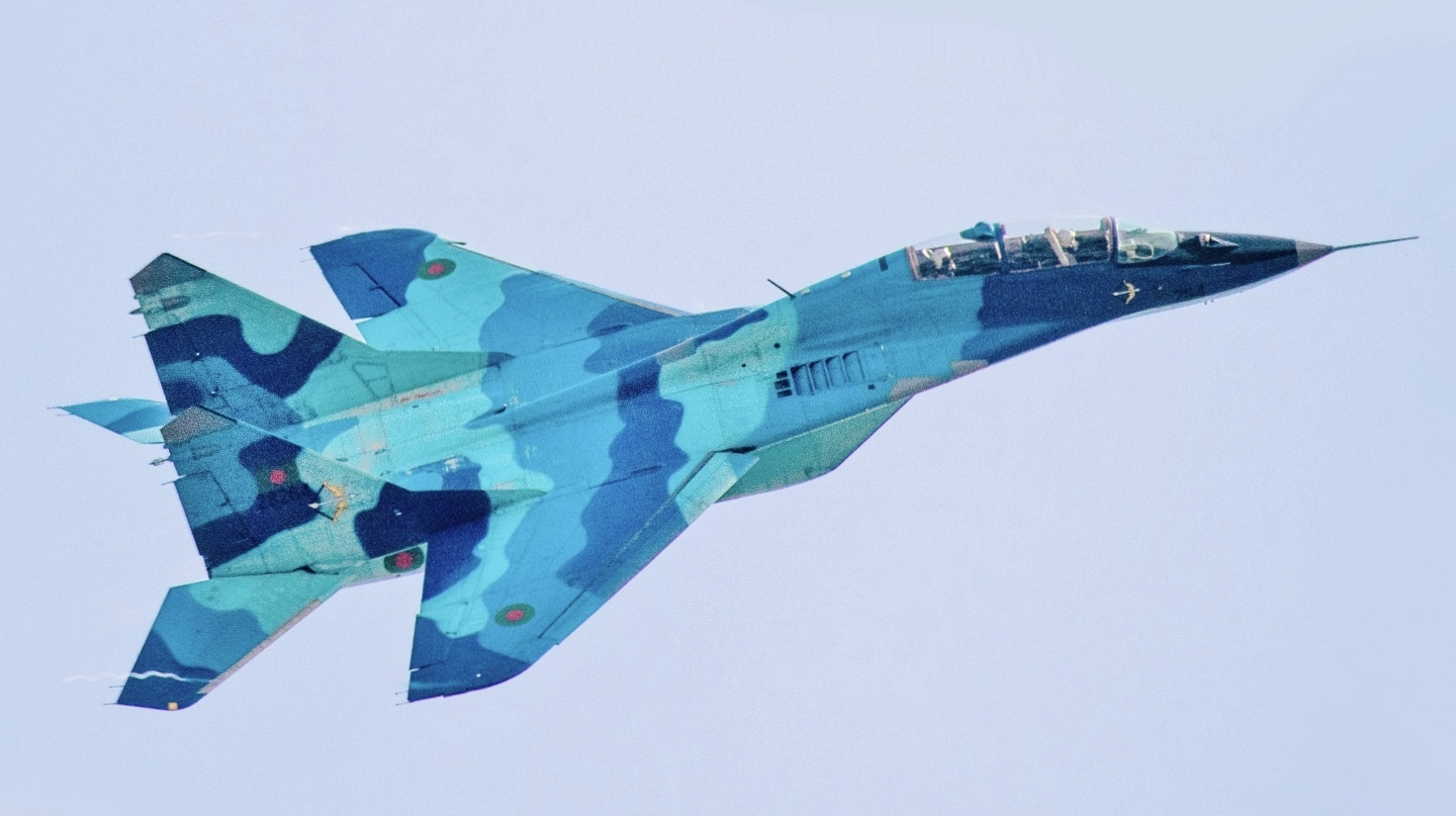
Um MiG-29 de Bangladesh.

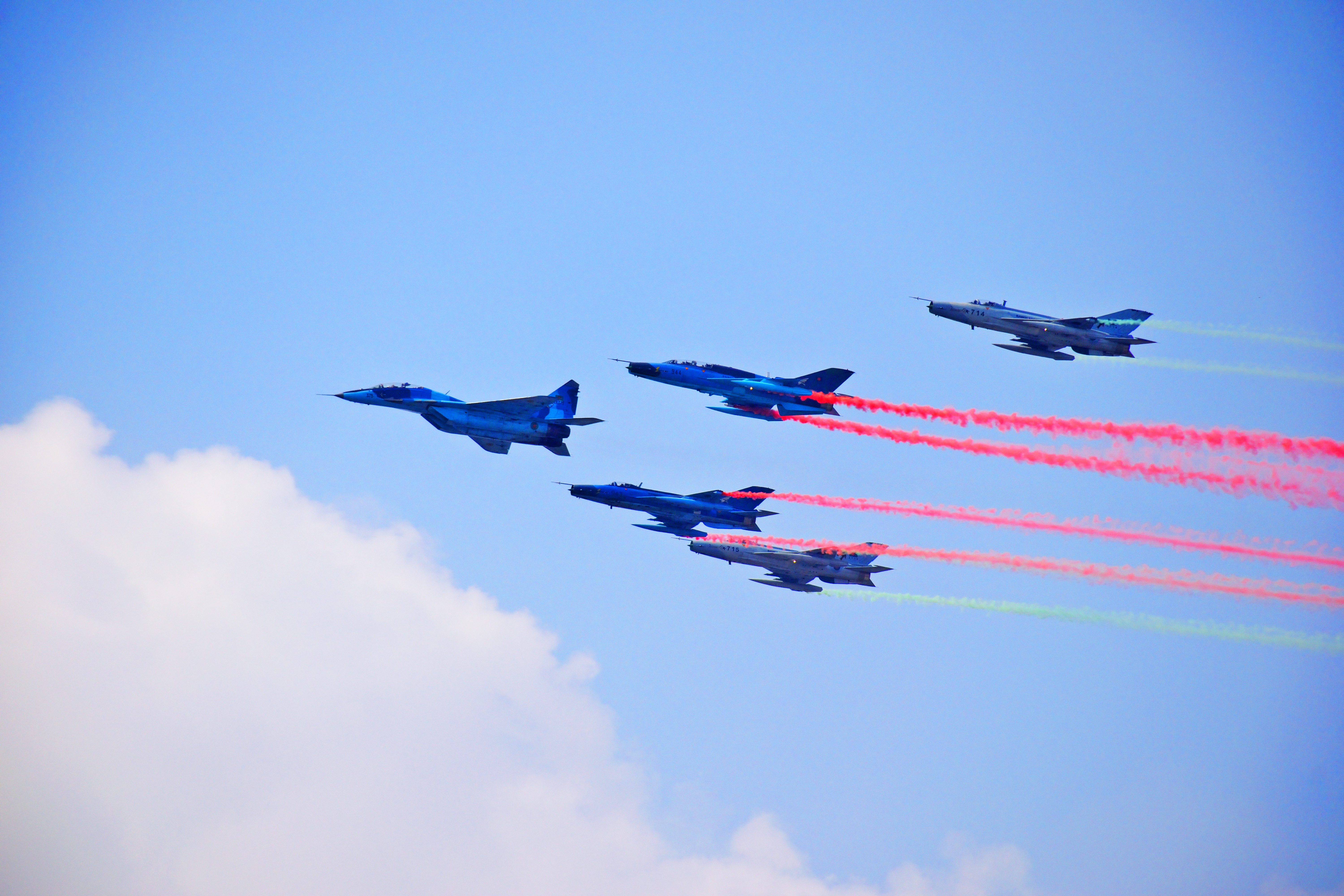
Caças Mig-29 e F-7 de Bangladesh

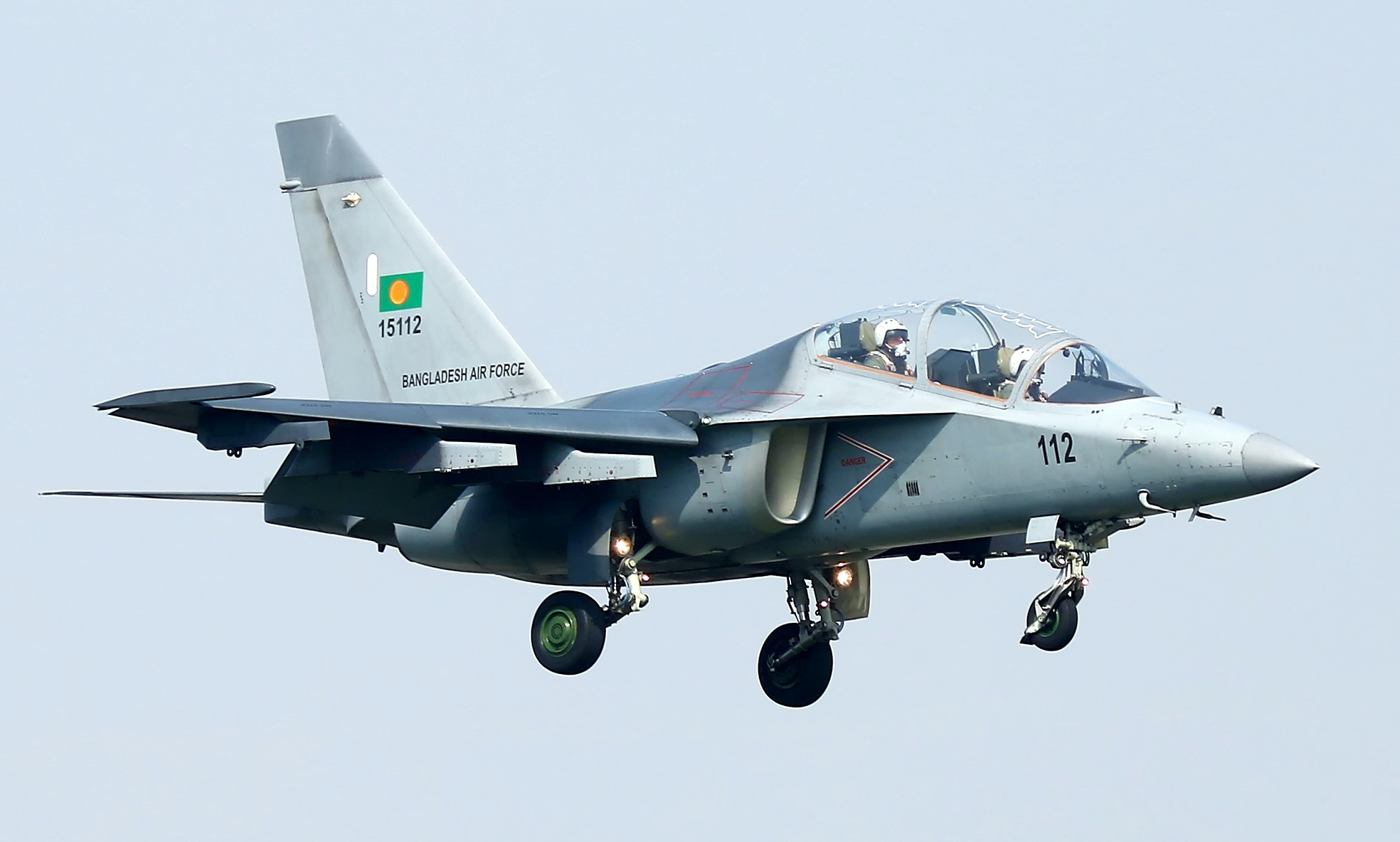
Um caça Yak-130 bangladês.

A Força Aérea de Bangladexe, ou Bangladesh (em bengali:  বাংলাদেশ বিমান বাহিনী, Bangladesh Biman Bahini, BAF), é o ramo aéreo das Forças Armadas de Bangladesh. A sua missão consiste na defesa do espaço aéreo do Bangladesh e em providenciar apoio aéreo ao Exército de Bangladexe e à Marinha de Bangladexe. Esta força aérea emprega cerca de 16 mil militares a tempo inteiro, incluindo 3500 pilotos, e actualmente opera cerca de 97 aeronaves. Além das suas missões, esta força aérea tem a responsabilidade de providenciar transporte aéreo estratégico e transporte de militares e mercadorias dentro do território nacional de Bangladesh. Ela fez parte de operações internacionais como a Guerra do Golfo e participou também no Conflito nas colinas de Chatigão, sendo uma força activa nas missões de manutenção da paz das Nações Unidas. Na Conferência Internacional de Aviões de Caça de 2011, em Londres, a BAF revelou intenções de constituir sete esquadrões de caças até 2021.
Desde o seu estabelecimento no dia 21 de Setembro de 1971, a partir de 300 militares da Força Aérea do Paquistão, a BAF tem-se envolvido em várias operações humanitárias e de combate. De acordo com a Constituição de Bangladexe, o Presidente de Bangladesh age como o Comandante-em-chefe das Forças Armadas, enquanto o Comandante-em-chefe da Força Aérea é um general de 4 estrelas.
A BAF conta também com um centro de formação, designado Academia da Força Aérea do Bangladexe, que se encontra situada em Daca. Neste centro de formação, são formados militares para servirem na carreira de pilotos e outras especialidades da categoria de oficiais. Por todo o país a BAF também tem vários centros de instrução e várias escolas, as quais se destacam no país pela sua qualidade de ensino e por demonstrarem sempre um alto grau de sucesso escolar dos seus alunos.
Actualmente a Força Aérea de Bangladesh é comandada pelo marechal-do-ar Shaikh Abdul Hannan.

## Aeronaves
| Aeronave                | Origem               | Tipo                          | Variante             | Quantidade em serviço | Notas                                                                    |                      |
| Aeronaves de Combate    | Aeronaves de Combate | Aeronaves de Combate          | Aeronaves de Combate | Aeronaves de Combate  | Aeronaves de Combate                                                     | Aeronaves de Combate |
| ----------------------- | -------------------- | ----------------------------- | -------------------- | --------------------- | ------------------------------------------------------------------------ | -------------------- |
| Chengdu F-7             | China                | Avião de caça                 |                      | 37                    |                                                                          |                      |
| MiG-29                  | Rússia               | Multi-funções                 |                      | 8                     |                                                                          |                      |
| Aeronaves de Transporte |                      |                               |                      |                       |                                                                          |                      |
| Antonov An-32           | Ucrânia              | traTransporte aéreo           |                      | 3                     |                                                                          |                      |
| C-130                   | Estados Unidos       | Transporte aéreo              | C-130B/E             | 4                     |                                                                          |                      |
| L-410 Turbolet          | República Checa      | Transporte aéreo              |                      | 3                     |                                                                          |                      |
| Helicópteros            |                      |                               |                      |                       |                                                                          |                      |
| AW139                   | Itália               | Busca e Salvamento            |                      | 2                     |                                                                          |                      |
| Bell 212                | Estados Unidos       | Utilitário                    |                      | 14                    |                                                                          |                      |
| Mil Mi-17               | Rússia               | Transporte aéreo / Utilitário | Mi-17/171            | 28                    | 9 encomendados                                                           |                      |
| Aeronaves de Treino     |                      |                               |                      |                       |                                                                          |                      |
| Nanchang PT-6           | China                | Treino Elementar              | A                    | 24                    | A BAF receberá 12 novos aviões Nanchang PT-6 para substituir os antigos. |                      |
| Chengdu F-7             | Taiwan               | Instrução a jacto             | FT-7                 | 12                    | MiG-21 construído sob licença                                            |                      |
| Hongdu JL-8             | China / Paquistão    | Instrução a jacto             | K-8                  | 9                     |                                                                          |                      |
| Aero L-39               | República Checa      | Treino Elementar              |                      | 7                     |                                                                          |                      |
| Yak-130                 | Rússia               | Treino Avançado               |                      | 16                    |                                                                          |                      |
| Bell 206                | Estados Unidos       | Instrução                     |                      | 6                     |                                                                          |                      |